# Lophocampa thyophora
Lophocampa thyophora là một loài bướm đêm thuộc phân họ Arctiinae, họ Erebidae.